# Chou (branche terrestre)
Pour les articles homonymes, voir Chou.
Chou ou Tch’eou (丑, pinyin : chǒu) est la seconde branche terrestre du cycle sexagésimal chinois, précédée par zi et suivie par yin.
Dans l'astrologie chinoise, chou correspond au signe du bœuf.  Dans la théorie des cinq éléments, chou est de l'élément terre, et dans la théorie du yin et du yang, au yin. En tant que point cardinal, chou représente par rapport au nord une direction de 30° dans le sens des aiguilles d'une montre (direction 1 h)..
Le mois du chou correspond au 12e mois du calendrier lunaire chinois et l’heure du chou, ou « heure du bœuf » à la période allant de 1 à 3 h du matin.

## Combinaisons dans le calendrier sexagésimal
Dans le cycle sexagésimal chinois, la branche terrestre chou peut s'associer avec les tiges célestes yi, ding, ji, xin, et gui pour former les combinaisons :
- Yichou
- Dingchou
- Jichou
- Xinchou
- Guichou